# Kampfgeschwader 155
155-та бомбардувальна ескадра (нім. Kampfgeschwader 155 (KG 155) — бомбардувальна ескадра Люфтваффе, що існувала у складі повітряних сил вермахту напередодні Другої світової війни. 1 лютого 1938 року її перейменували на 158-му бомбардувальну ескадру (KG 158).

## Історія
155-та бомбардувальна ескадра заснована 1 квітня 1936 року з базуванням трьох авіагруп в Ансбаху, Гібельштадті та Швабіш-Галлі. 1 лютого 1938 року її перейменували на 158-му бомбардувальну ескадру (KG 158).

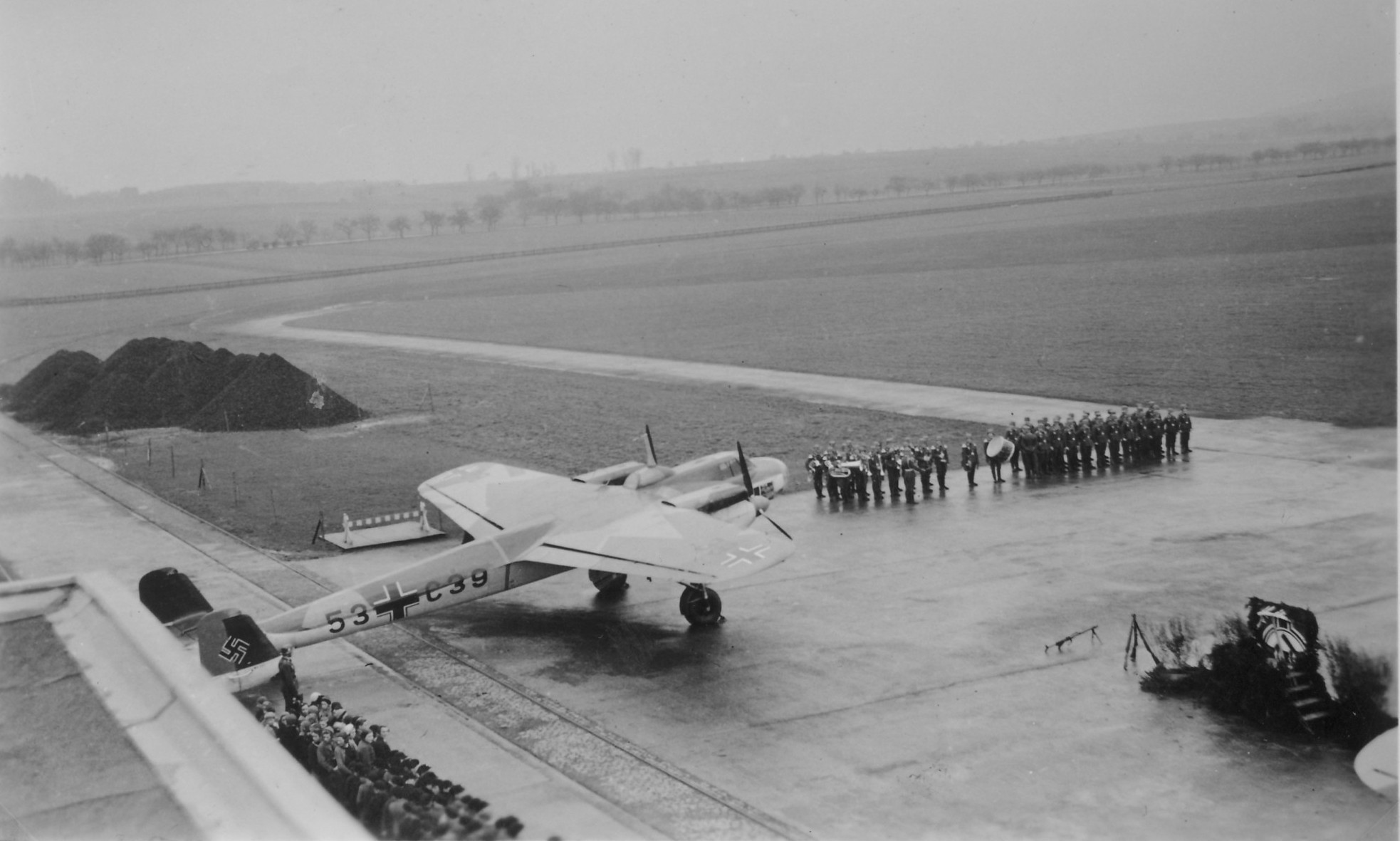
Do 17E-1, III. KG 155 на аеродромі. Січень 1939

## Командування

### Командири
- оберстлейтенант Отто Десслох (нім. Otto Dessloch) (1 квітня 1936 — 1 лютого 1938).

### Командири I./KG 155
- оберстлейтенант Йозеф Бруннер (нім. Joseph Brunner) (1 квітня 1936 — 1 квітня 1937).

### Командири II./KG 155
- оберстлейтенант Фріц Леб (нім. Fritz Löb) (1 квітня — 1 травня 1936);
- майор Антон Гайденрайх (нім. Anton Heidenreich) (1 травня 1936 — 1 лютого 1938).

### Командири III./KG 155
- оберстлейтенант Віллібальд Шпанг (нім. Willibald Spang) (1 квітня 1936 — 15 березня 1937);
- оберстлейтенант Вернер Цех (нім. Werner Zech) (15 березня 1937 — 1 лютого 1938).

## Основні райони базування 155-ї бомбардувальної ескадри

### Основні райони базуванняштабуKG 155
| 1 квітня 1936 — 1937 | Ансбах    |  |
| 1937 — 1 лютого 1938 | Нойкірхен |  |

### Основні райони базування I./KG 155
| 1 квітня 1936 — 1 лютого 1938 | Гібельштадт |  |
| 1 лютого 1938 — 1 травня 1939 | Лангенбах   |  |

### Основні райони базування II./KG 155
| 1 квітня 1936 — 1 лютого 1938 | Ансбах/Нойкірхен |  |

### Основні райони базування III./KG 155
| 1 квітня 1936 — 1 лютого 1938 | Швабіш-Галл |  |